# Skara Sommarland
 (mars 2024).
Si vous disposez d'ouvrages ou d'articles de référence ou si vous connaissez des sites web de qualité traitant du thème abordé ici, merci de compléter l'article en donnant les références utiles à sa vérifiabilité et en les liant à la section « Notes et références ».
Skara Sommarland est un parc d'attractions ainsi qu'un parc aquatique situés à 8 km à l'est de Skara, en Suède. Il est fondé en 1984 par l'entrepreneur suédois Bert Karlsson sur les lieux d'une ancienne carrière. 

## Les attractions

### Montagnes russes

#### En fonction

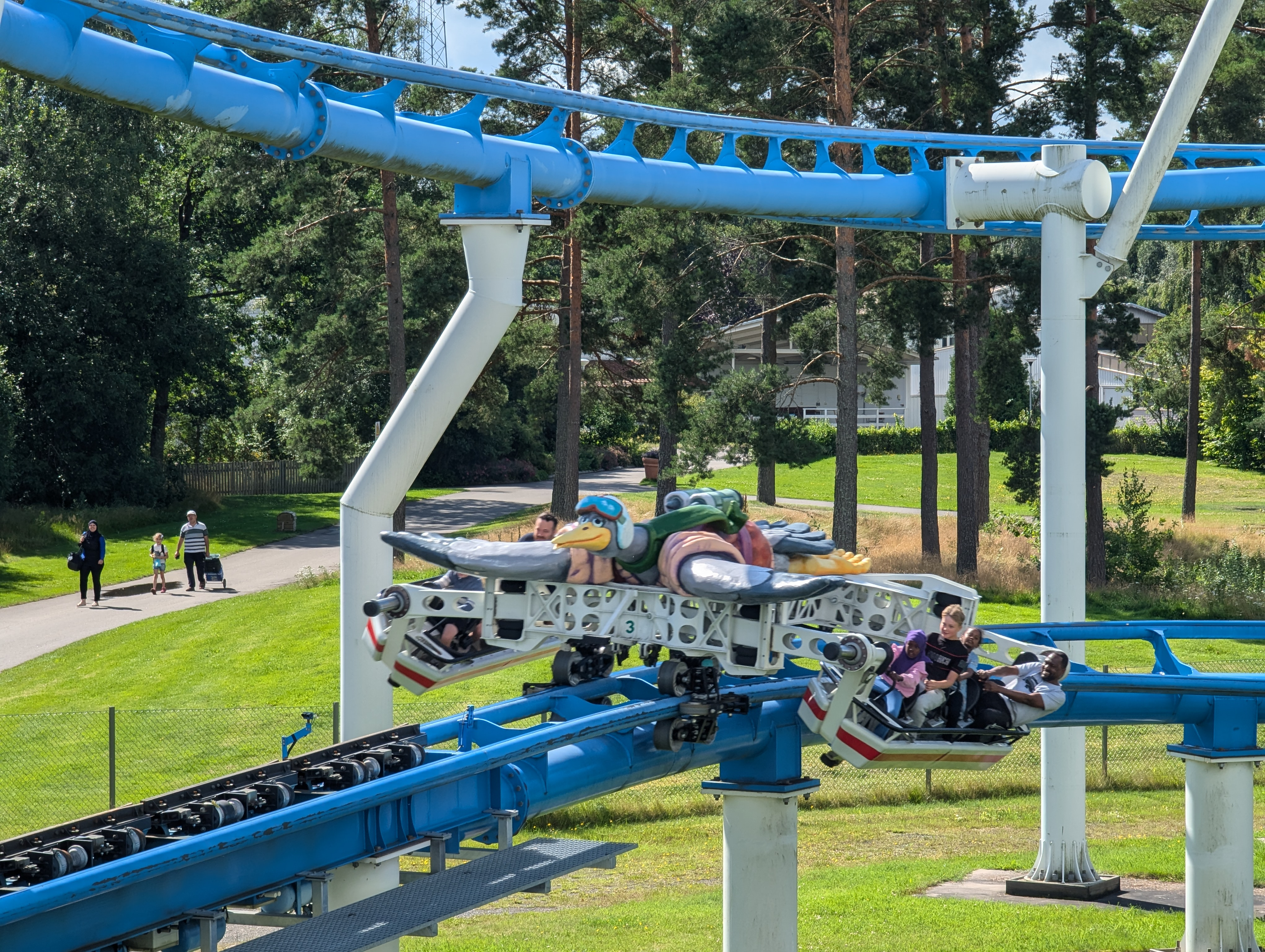
Tranan

| Nom       | Type                     | Constructeur  | Année |
| --------- | ------------------------ | ------------- | ----- |
| Gruvbanan | Assises                  | Mack Rides    | 1987  |
| Spinner   | Tournoyantes             | Maurer Rides  | 2011  |
| Tranan    | Montagnes russes freefly | S&S Worldwide | 2009  |

- Tranan

#### Disparues
| Nom      | Type                                   | Constructeur        | Ouverture | Fermeture |
| -------- | -------------------------------------- | ------------------- | --------- | --------- |
| Stand Up | Montagnes russes en position verticale | Intamin / Giovanola | 1988      | 1994      |

### Attractions aquatiques
| Nom    | Type   | Constructeur | Année |
| ------ | ------ | ------------ | ----- |
| Newton | Bûches | Bear Rides   | 2003  |

### Autres attractions
- Airboat – Airboat de Huss Rides, 2006
- Convoy - Parcours de voitures de Zamperla, 1997
- Fritt Fall - Tour de chute, 2025
- Fyren - Tour de chute de Moser's Rides, 2011
- Houdini - Tapis volant, 2025
- Kottekarusellerna - Manège pour enfants
- Lilla Pariserhjulet - Grande roue pour enfants, 2025
- Miniradiobilarna - Auto-tamponneuse pour enfants
- Racing Hill – Hara Kiri de Van Egdom
- Radiobilarna - Auto-tamponneuse
- Rodeo – Breakdance de Huss Rides, 2011 (relocalisation de CentrO.Park)
- Skepp O'hoj – Kontiki de Zierer, 2008
- Slänggungan - Chaises volantes de Zamperla, 1997
- Snake  - Booster de Funtime, 2020
- Tekopparna - Tasses de SBF Visa Group, 1990
- Vikingen - Bateau à bascule de Zierer, 2010